# Andrej Nikolaevič Kolmogorov
Andrej Nikolaevič Kolmogorov (in russo Андре́й Никола́евич Колмого́ров?; [ʌndˈrʲɛj nʲɪkʌˈlajɪvɪʧ kəlmʌˈɡorəf]; Tambov, 25 aprile 1903 – Mosca, 20 ottobre 1987) è stato un matematico sovietico.
Tra i più importanti e influenti matematici del XX secolo, compì importanti progressi in diversi campi accademici, tra cui la teoria delle probabilità, la topologia, la logica intuizionista, la turbolenza, la meccanica classica e la complessità computazionale.  Si devono a lui l'introduzione della definizione di insieme limitato e gli assiomi del calcolo probabilistico.

## Biografia
Nato da genitori non sposati, fu sua zia Vera Jakovlena ad occuparsi della sua educazione, dato che la madre morì tragicamente durante il parto. Cresciuto a Tunošna, nel 1920 entrò nell'Università di Mosca dove non si occupò solo di matematica, ma anche di metallurgia e storia della Russia.
Nel 1922 trovò una serie di Fourier che diverge quasi ovunque, che gli valse la fama nel mondo. Nel 1925 conseguì la laurea e, iniziate le ricerche sotto la supervisione di Nikolaj Luzin, pubblicò 8 articoli tra cui quello che diverrà la pietra miliare del calcolo delle probabilità. Nel 1929 completò il suo dottorato con ben 18 pubblicazioni. Eseguì una serie di studi sulle catene di Markov e nel 1931 divenne professore a Berlino.
Nello stesso anno pubblicò gli importanti risultati sull'equazione retrospettiva e sull'equazione prospettica. Nel 1933 pubblicò Concetti fondamentali del Calcolo delle Probabilità, sviluppando la ricerca che era ormai cristallizzata sul dibattito fra quanti consideravano la probabilità come limiti di frequenze relative (cfr. impostazione frequentista) e quanti cercavano un fondamento logico della stessa. La sua impostazione assiomatica si mostrava adeguata a prescindere dall'adesione a una o all'altra scuola di pensiero. Questi risultati gli valsero una cattedra a Mosca (1938) e l'accoglimento a membro dell'Accademia delle Scienze dell'URSS (1939).
Di interesse - sempre negli anni trenta - sono i suoi studi sulle relazioni tra matematica classica e intuizionismo di cui fu precursore.

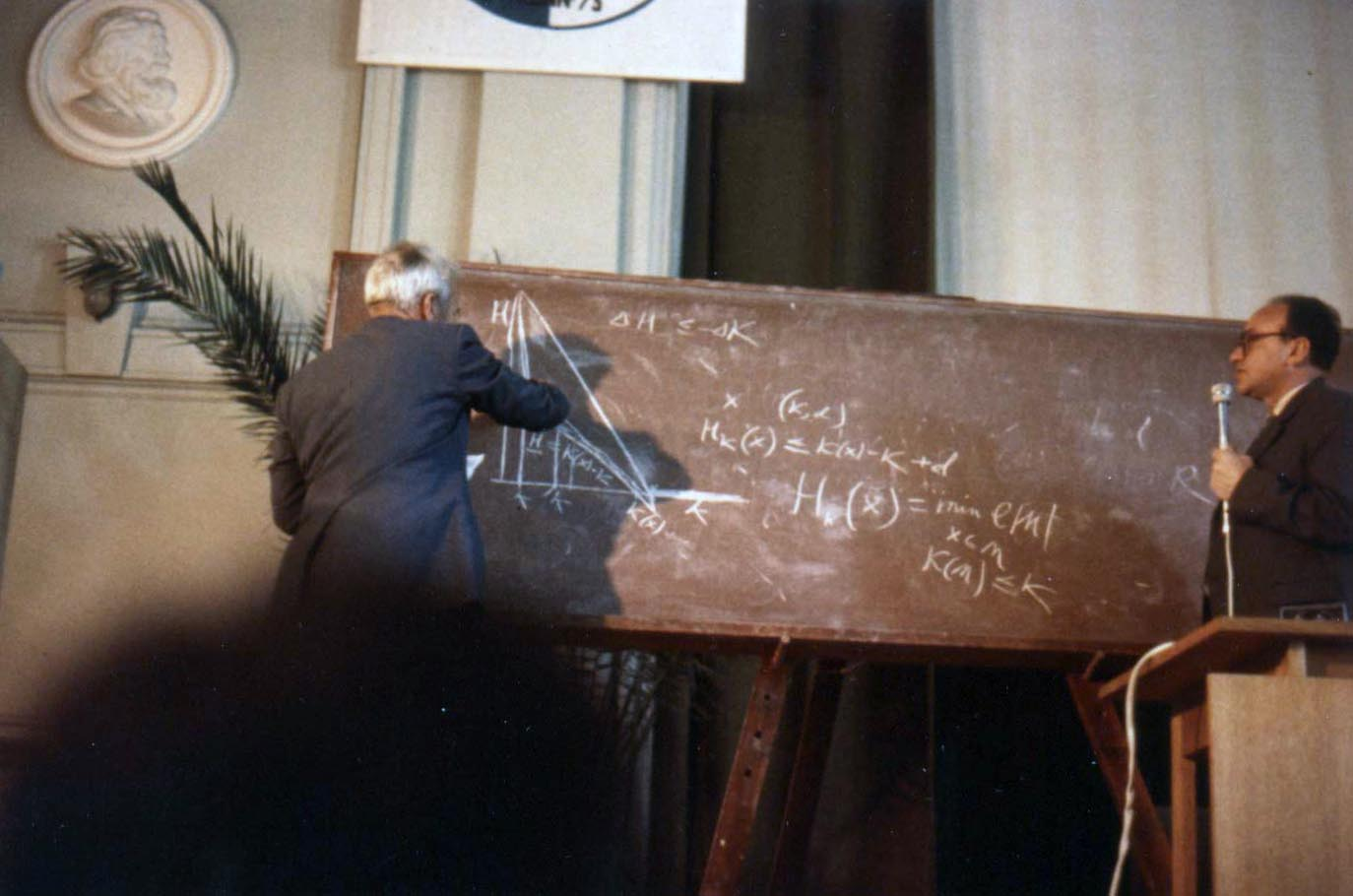
Kolmogorov (a sinistra) durante un convegno sulla teoria dell'informazione a Tallin, nel 1973.

Dopo il secondo conflitto mondiale si dedicò alla teoria dell'informazione. In particolare si occupò dell'interpretazione di un segnale in presenza di interferenze disturbatrici.
Nel settembre 1942, Kolmogorov sposò la sua compagna di scuola Anna Dmitrievna Egorova, figlia del famoso storico, professore, membro corrispondente dell'Accademia delle scienze Dmitrij Nikolaevič Egorov. Il loro matrimonio durò 45 anni. I Kolmogorov non avevano figli: il figlio di A. D. Egorova, O. S. Ivašev-Musatov, fu allevato in famiglia. A dispetto della considerevole importanza della sua Scuola matematica per lo sforzo bellico durante la seconda guerra mondiale, fu uno dei matematici sovietici esclusi dalla ricerca scientifica in ambito militare; alcuni autori sostengono a causa della sua convivenza, a partire dal 1929, col compagno, matematico anch'esso, Pavel Aleksandrov.
L'influenza di Kolmogorov sulla matematica del XX secolo non è dovuta solo alle sue ricerche dirette, ma anche al fatto che fu mentore di numerosi matematici che a loro volta si sarebbero distinti per i loro lavori. Furono suoi allievi, fra i tanti, Vladimir Arnol'd, Jakov Sinaj, Evgenij Dynkin, Akiva Jaglom, Al'bert Širjaev, Andrej Monin e Aleksandr Obuchov.

## Assiomatizzazione della teoria delle probabilità
Kolmogorov definì tre assiomi:
1. A ogni evento casuale {\displaystyle a} corrisponde un certo numero {\displaystyle P(a)}, chiamato "probabilità di {\displaystyle a}", che soddisfa la disuguaglianza {\displaystyle 0\leq P(a)\leq 1}.
2. La probabilità dell'evento certo è 1.
3. La probabilità dell'unione di un numero finito o infinito numerabile di eventi mutuamente esclusivi è pari alla somma delle probabilità di questi eventi.

A partire da questi tre assiomi, sono stati in seguito formulati vari teoremi e varie leggi che costituiscono la base della moderna teoria della probabilità. Per i suoi risultati Kolmogorov è anche noto come il padre del calcolo delle probabilità.

## Teoremi
- Sia data {\displaystyle X_{n}} una successione di variabili aleatorie indipendenti tali che {\displaystyle E\left(X_{n}\right)=\mu _{n}} e varianza di {\displaystyle \left(X_{n}\right)=\sigma _{n}^{2}}.

Se: {\displaystyle \sum _{i=1}^{\infty }{\frac {\sigma _{i}^{2}}{i^{2}}}\;<\infty }
la successione {\displaystyle \left\{{\bar {X}}_{n}-{\bar {\mu }}_{n}\right\}} soddisfa la legge forte dei grandi numeri.
- Sia {\displaystyle X_{n}} una successione di variabili aleatorie indipendenti identicamente distribuite. La condizione necessaria e sufficiente perché {\displaystyle {\bar {X}}_{n}} converga con probabilità 1 a {\displaystyle \mu } è che {\displaystyle E\left(X_{n}\right)} esista e sia uguale a {\displaystyle \mu }.

- Legge 0-1 di Kolmogorov: Sia {\displaystyle X_{n}} una successione di variabili aleatorie indipendenti. Se {\displaystyle A\in {\mathfrak {T}}:=\bigcap _{n=1}^{\infty }\sigma (X_{j}:j\geq n\in \mathbb {N} )} allora vale {\displaystyle \ P(A)=1} oppure {\displaystyle \ P(A)=0}

- Teorema delle tre serie di Kolmogorov

## Pubblicazioni
- Concetti fondamentali del Calcolo delle Probabilità (Grundbegriffe der Wahrscheinlichkeitsrechnung, 1933), trad. it. in: Andrei N. Kolmogorov, Teoria delle probabilità, a cura di Luigi Accardi; Roma, Edizioni Teknos, 1995.
- con Sergej V. Fomin, Elementi di teoria delle funzioni e di analisi funzionale, Edizioni Mir, Mosca, 1980

## Riconoscimenti
- Nel 1941 ottenne il Premio Lenin e l'Ordine di Lenin in ben 6 occasioni.
- Nel 1962 ricevette il Premio Balzan.
- Nel 1980 ottenne il Premio Wolf per la matematica.
- Nel 1987 fu insignito del Premio Lobačevskij.
- Kolmogorov ottenne laurea ad honorem in molte università (Parigi, Varsavia, Stoccolma).